# Danh sách đĩa nhạc của Vampire Weekend
Đây là danh sách đĩa nhạc của Vampire Weekend, một nhóm nhạc rock người Mỹ. Họ đã phát hành 3 album phòng thu, 2 EP, 11 đĩa đơn, 1 đĩa đôi và 10 video âm nhạc.

## Albums

### Các album phòng thu
| Tên                         | Thông tin album                                                                                      | Vị trí cao nhất | Vị trí cao nhất | Vị trí cao nhất | Vị trí cao nhất | Vị trí cao nhất | Vị trí cao nhất | Vị trí cao nhất | Vị trí cao nhất | Vị trí cao nhất | Vị trí cao nhất | Vị trí cao nhất | Chứng nhận                                           |
| Tên                         | Thông tin album                                                                                      | US              | AUS             | NZ              | BEL (FL)        | BEL (WA)        | FRA             | GER             | IRE             | NL              | SWE             | UK              | Chứng nhận                                           |
| --------------------------- | --- | --------------- | --------------- | --------------- | --------------- | --------------- | --------------- | --------------- | --------------- | --------------- | --------------- | --------------- | ---------------------------------------------------- |
| Vampire Weekend             | - Ngày phát hành: Ngày 29 tháng 1 năm 2008 - Nhãn hiệu: XL - Kiểu phát hành: CD, LP, Tải kỹ thuật số | 17              | 37              | —               | 37              | 44              | 81              | 85              | 23              | 62              | 44              | 15              | - RIAA: Vàng - ARIA: Vàng - BPI: Bạch kim - MC: Vàng |
| Contra                      | - Ngày phát hành: Ngày 11 tháng 1 năm 2010 - Nhãn hiệu: XL - Kiểu phát hành: CD, LP, Tải kỹ thuật số | 1               | 2               | 14              | 8               | 28              | 15              | 15              | 4               | 31              | 14              | 3               | - RIAA: Vàng - ARIA: Vàng - BPI: Vàng - MC: Vàng     |
| Modern Vampires of the City | - Ngày phát hành: Ngày 14 tháng 3 năm 2013 - Nhãn hiệu: XL - Kiểu phát hành: CD, LP, tải kỹ thuật số | 1               | 7               | 19              | 5               | 29              | 18              | 21              | 2               | 20              | 17              | 3               | - RIAA: Vàng - BPI: Vàng - MC: Vàng                  |

### EP
| Tên             | Thông tin album                                                                               | US  |
| --------------- | --------------------------------------------------------------------------------------------- | --- |
| Vampire Weekend | - Ngày phát hành: 2007 - Nhãn hiệu: không - Kiểu phát hành: CD, LP                            | —   |
| iTunes Session  | - Ngày phát hành: Ngày 21 tháng 12 năm 2010 - Nhãn hiệu: XL - Kiểu phát hành: Tải kỹ thuật số | 171 |

## Đĩa đơn
| Tên                                                                            | Năm  | Vị trí cao nhất | Vị trí cao nhất | Vị trí cao nhất | Vị trí cao nhất | Vị trí cao nhất | Vị trí cao nhất | Vị trí cao nhất | Vị trí cao nhất | Vị trí cao nhất | Vị trí cao nhất | Chứng nhận              | Album                       |
| Tên                                                                            | Năm  | Mỹ              | Mỹ Alt.         | Bỉ (FL)         | Bỉ (WA)         | Canada          | Canada Rock     | Pháp            | Nhật Bản        | Mexico Air.     | Anh             | Chứng nhận              | Album                       |
| ------------------------------------------------------------------------------ | ---- | --------------- | --------------- | --------------- | --------------- | --------------- | --------------- | --------------- | --------------- | --------------- | --------------- | ----------------------- | --------------------------- |
| "Mansard Roof"                                                                 | 2007 | —               | —               | —               | —               | —               | —               | —               | —               | —               | —               |                         | Vampire Weekend             |
| "A-Punk"                                                                       | 2008 | —               | 25              | —               | —               | —               | —               | —               | —               | —               | 55              | - RIAA: Vàng - BPI: Bạc | Vampire Weekend             |
| "Oxford Comma"                                                                 | 2008 | —               | —               | —               | —               | —               | —               | —               | —               | —               | 38              |                         | Vampire Weekend             |
| "Cape Cod Kwassa Kwassa"                                                       | 2008 | —               | —               | —               | —               | —               | —               | —               | —               | —               | 168             |                         | Vampire Weekend             |
| "The Kids Don't Stand a Chance"                                                | 2008 | —               | —               | —               | —               | —               | —               | —               | —               | —               | —               |                         | Vampire Weekend             |
| "Horchata"                                                                     | 2009 | —               | —               | 26              | —               | 69              | —               | —               | —               | —               | —               |                         | Contra                      |
| "Cousins"                                                                      | 2009 | —               | 18              | —               | —               | —               | —               | —               | 51              | —               | 39              |                         | Contra                      |
| "Giving Up the Gun"                                                            | 2010 | —               | 34              | 65              | —               | —               | —               | —               | —               | —               | 101             |                         | Contra                      |
| "Holiday"                                                                      | 2010 | —               | 31              | 55              | —               | —               | —               | —               | —               | —               | 158             |                         | Contra                      |
| "White Sky"                                                                    | 2010 | —               | —               | 66              | 82              | —               | —               | 60              | —               | —               | 78              |                         | Contra                      |
| "Run"                                                                          | 2010 | —               | —               | —               | —               | —               | —               | —               | —               | —               | —               |                         | Contra                      |
| "Diane Young"                                                                  | 2013 | —               | 11              | —               | —               | —               | 29              | —               | 37              | 28              | 50              |                         | Modern Vampires of the City |
| "Ya Hey"                                                                       | 2013 | —               | —               | —               | —               | —               | —               | —               | —               | 34              | —               |                         | Modern Vampires of the City |
| "Unbelievers"                                                                  | 2013 | —               | 7               | 70              | —               | —               | 21              | —               | —               | 19              | 158             |                         | Modern Vampires of the City |
| "Step"                                                                         | 2013 | —               | 36              | 54              | —               | —               | —               | 170             | —               | 45              | 142             |                         | Modern Vampires of the City |
| "—" bài hát không lọt được vào bảng xếp hạng hoặc không được phát hành tại đó. |      |                 |                 |                 |                 |                 |                 |                 |                 |                 |                 |                         |                             |

## Video âm nhạc
| Tên                      | Năm  | Đạo diễn       |
| ------------------------ | ---- | -------------- |
| "Mansard Roof"           | 2007 | Alexis Boling  |
| "A-Punk"                 | 2008 | Garth Jennings |
| "Oxford Comma"           | 2008 | Richard Ayoade |
| "Cape Cod Kwassa Kwassa" | 2008 | Richard Ayoade |
| "Cousins"                | 2009 | Garth Jennings |
| "Giving Up the Gun"      | 2010 | The Malloys    |
| "Holiday"                | 2010 | The Malloys    |
| "Diane Young"            | 2013 | Primo Kahn     |
| "Step"                   | 2013 | Greg Brunkalla |
| "Ya Hey"                 | 2013 | Greg Brunkalla |